# ニコラ・ロシッチ
ニコラ・ロシッチ（セルビア語: Никола Росић、1984年8月5日 - ）は、セルビアの元男子バレーボール選手。ベオグラード出身。元セルビア代表。妹は元バレーボールセルビア女子代表のニーナ・ロシッチ。

## 来歴
2004年までパルチザン・ベオグラードに在籍、2004年にブドヴァ・リヴィイェリ、2006年にメールスSCを経て2009年よりVfBフリードリヒスハーフェンに所属する。
2006年に代表に招集され、2009年以降は代表の正リベロとして定着し、2010年の世界選手権では銅メダルを獲得した。翌年2011年では欧州選手権で優勝した。同年ワールドカップではベストディガー部門で１位となった。2012年、ロンドンオリンピックに出場。

## 球歴
- オリンピック - 2012年 (9位)
- 世界選手権 - 2010年（銅メダル）
- ワールドリーグ - 2009年（準優勝）
- 欧州選手権 - 2009年（5位）、2011年（優勝）

## 所属クラブ
- パルティザン・ベオグラード (1999-2004年)
- ブドヴァ・リヴィイェリ （2004-2006年）
- メールスSC（2006-2009年）
- VfBフリードリヒスハーフェン（2009-2013年）
- PV Lugano（2013-2014年）
- CVM Tomis Costanza（2014-2015年）
- PV Lugano（2015-2016年）
- アルカダ・ガラツィ（2016-2017年）
- SCM Craiova（2017-2018年）
- CSMブカレスト（2018-2019年）